# Playa América
Playa América (en gallego y oficialmente Praia América) es un arenal con bandera azul localizado en la parroquia de San Pedro de la Ramallosa, perteneciente al término municipal de Nigrán (Galicia, España). Su nombre original era Praia de Area Loura, aunque en la actualidad el nombre más común es Playa América debido a que la primera "urbanización" fue hecha por los indianos que regresaron de las Américas.
Con una extensión total de 1 200 metros, limita con la Playa de Panjón, de la que es separada por el río Muíños extendiéndose por las parroquias de Panjón y San Pedro de La Ramallosa.
Es la playa de la que habla la canción Turnedo, del cantante español Iván Ferreiro, como su hermano Amaro confesó, pues podían verla desde la casa de sus padres.

## Litoral
Playa América es uno de los inmensos arenales y playas de Nigrán, bañados por el Océano Atlántico, es distinguida cada año desde 1990 con la Bandera Azul Europea, símbolo de la calidad de sus aguas y de sus servicios.
Playa América se sitúa en un paisaje urbano, y presenta las condiciones de oleaje y ventosidad moderada. Desde sus playas de arena blanca y grano fino, se aprecian unas vistas formidables de Bayona, Panjón, Monteferro y las Islas Estelas, que por su riqueza ecológica fueron declarados espacios a proteger por la Red Natura 2000. Además, un paseo peatonal recorre toda su extensión, con zonas ajardinadas y una pasarela sobre el río Muíños, y donde también podrás encontrar varios quioscos y las casetas de Protección Civil, que en verano garantizan la seguridad de todos los bañistas al ejercer como puestos de socorrismo. 
Esta playa es uno de los mayores focos de atracción turística para el resto de la península ibérica, principalmente de Madrid, Pamplona y Barcelona, siendo así muy popular en temporada de verano por su predisposición paradisíaca.

## Red hidrográfica
El río que desemboca en Playa América es el Muíños.

## Clima
Playa América, como Nigrán, se beneficia de un microclima caracterizado por las suaves temperaturas del invierno y el abundante sol durante el verano, época de mayor afluencia de turistas.
Las temperaturas que se registran a lo largo de todo el año son suaves, rondando la media de los 10 grados en enero y los 20 en julio.
Los vientos del suroeste traen abundantes lluvias, sobre todo entre los meses de octubre y abril (1 700 – 1 900 mm. anuales). 

## Servicios

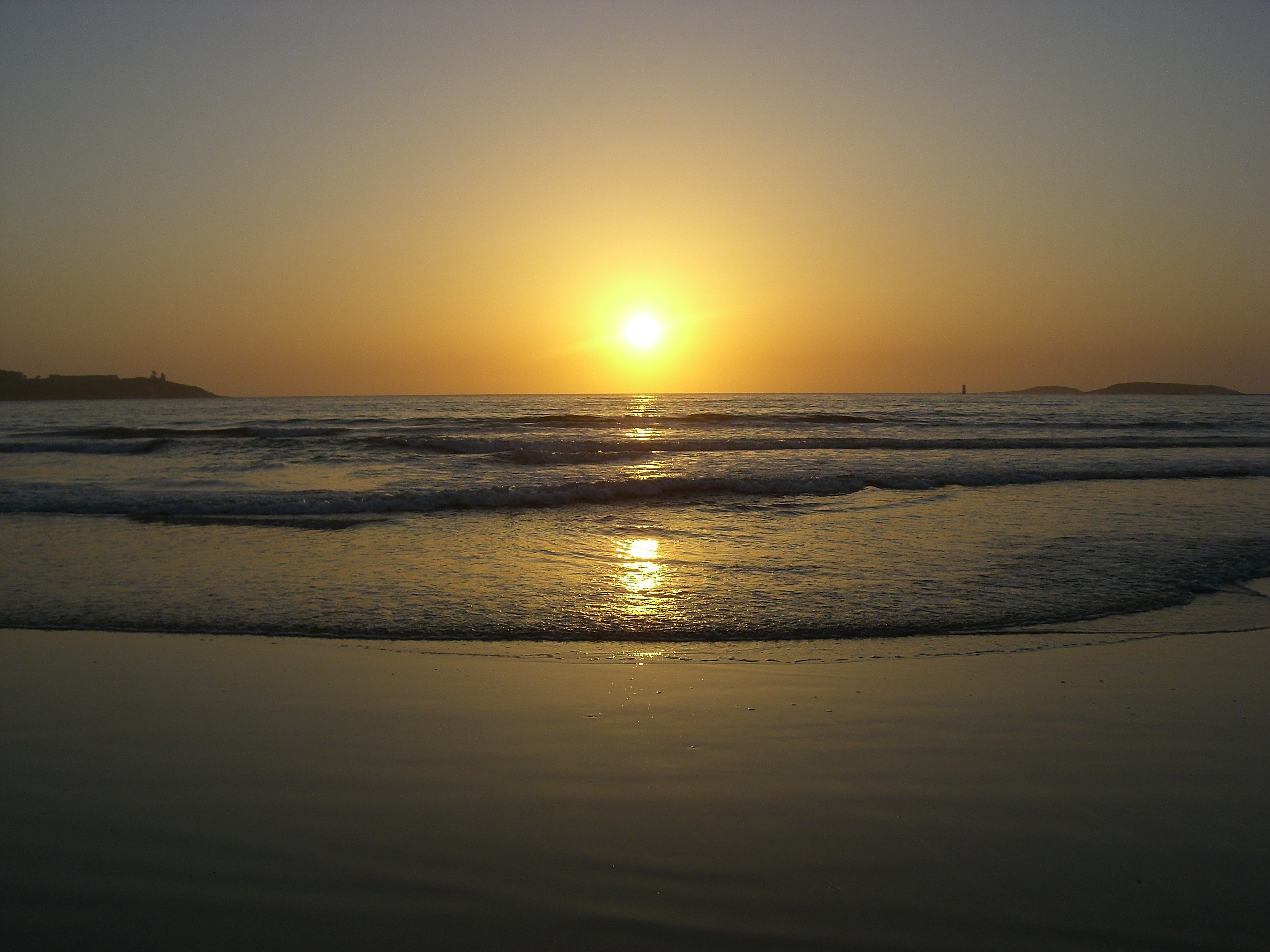

- Transporte público
- Aparcamiento
- Alojamiento
- Camping
- Restaurante
- Puesto de Protección Civil
- Policía local
- Quiosco de temporada
- Paseo marítimo
- Teléfono público
- Duchas
- Limpieza de playa
- Papeleras
- Vestuarios
- Aseos
- Bandera azul
- Vigilancia
- Señalización de peligro
- Protección Civil

## Gastronomía
En Playa América (así como en el resto de las parroquias del Ayuntamiento de Nigrán) se puede degustar de forma especial la cocina típica de la costa de Galicia, con numerosos bares y restaurantes que se concentran en el paseo marítimo. Abiertos todo el año, ofrecen a los visitantes platos elaborados con pescado y marisco de la zona, capturado en el día por los marineros del lugar.

## Fiestas
- El patrón de Playa América es San Fiz, fiestas religiosas que tienen lugar el 1 de agosto
- Berra Nigrán
- Magosto en noviembre